# Songs for Christmas (альбом Суфьяна Стивенса)
| Оценки критиков  | Оценки критиков |
| Источник         | Оценка          |
| ---------------- | --------------- |
| Allmusic         | [ 3 ]           |
| Robert Christgau | [ 4 ]           |
| Drowned in Sound | [ 5 ]           |
| Pitchfork Media  | (7.5/10)        |
| Rolling Stone    | [ 7 ]           |

Songs for Christmas (с англ. — «Песни для Рождества»; на обложке стилизовано как Sufjan Stevens Presents Songs for Christmas) — рождественский бокс-сет американского автора-исполнителя и мультиинструменталиста Суфьяна Стивенса, изданный 21 ноября 2006 года на студии Asthmatic Kitty. Состоит из пяти мини-альбомов (EP) с рождественскими песнями, записанными Стивенсом в период с 2001 по 2006 год. Эти EP были подарены друзьям и родственникам Стивенса в течение последних шести лет, за исключением 2004 года, когда он был слишком занят записью альбома Illinois. Хотя первые три EP уже несколько лет были доступны на фансайтах, связанных с Суфьяном Стивенсом, Songs for Christmas — это первый официальный релиз этих EP. Большинство треков представляют собой версии традиционных рождественских песен, а также несколько оригинальных композиций, таких как «Sister Winter» и «Star of Wonder». У Суфьяна Стивенса сложилась репутация преданного христианина, и многие песни, которые он выбрал для включения в Songs for Christmas, носят религиозный характер, включая его оригинальные композиции.
В ноябре 2012 года Стивенс выпустил продолжение, альбом Silver & Gold: Songs for Christmas, Vols. 6-10, который содержит ещё 58 оригинальных и традиционных песен.

## Об альбоме
В бокс-сет вошли постер с изображением Суфьяна Стивенса, анимационная короткометражка «Put the Lights on the Tree» Тома Итона, эссе Рика Муди, два оригинальных рассказа Стивенса, наклейки, комиксы и книга песен для всех пяти дисков.
Во время международного турне Стивенса в конце 2006 года он регулярно исполнял оригинальную песню «That Was the Worst Christmas Ever!», выпуская в зал надувных Сант для развлечения публики.
Альбом получил в целом положительные отзывы музыкальных критиков и интернет-изданий.

## Список композиций
Noel: Songs for Christmas, Vol. I
Записано в декабре 2001 года
1. «Silent Night» — 0:47 (музыка Franz X. Gruber)
2. «O Come, O Come Emmanuel» — 3:59 (слова: Traditional, перевод с латинского на английский язык John M. Neale; music: «Veni Emmanuel»)
3. «We’re Goin' to the Country!» — 2:19 (слова и музыка Суфьяна Стивенса)
4. «Lo! How a Rose E’er Blooming» — 3:25 (слова: 15th Century German carol translated by Theodore Baker; музыка: Anonymous, originally arranged by Michael Praetorius)
5. «It’s Christmas! Let’s Be Glad!» — 1:58 (слова и музыка Суфьяна Стивенса)
6. «Holy Holy, etc.» — 0:39 (музыка: John B. Dyke, arranged here by Matt Morgan)
7. «Amazing Grace» — 4:00 (слова: John Newton; музыка: Traditional)

Hark!: Songs for Christmas, Vol. II
Записано в декабре 2002 года
1. «Angels We Have Heard on High» — 0:47 (музыка Edward S. Barnes)
2. «Put The Lights On The Tree» — 1:50 (слова и музыка Суфьяна Стивенса)
3. «Come Thou Fount of Every Blessing» — 4:45 (слова: Robert Robinson; музыка: Traditional [American Melody])
4. «I Saw Three Ships» — 2:36 (слова: Traditional; музыка: Richard W. Adams)
5. «Only at Christmas Time» — 2:18 (слова и музыка Суфьяна Стивенса)
6. «Once in Royal David's City» — 3:45 (слова: Cecil Alexander; музыка: Henry Gauntlett)
7. «Hark! The Herald Angels Sing!» — 0:49 (слова: Charles Wesley; музыка: Mendelssohn)
8. «What Child Is This Anyway?» — 6:51 (слова: William C. Dix; музыка: «Greensleeves»)
9. «Bring a Torch, Jeanette, Isabella» — 1:32 (Traditional French Carol)

Ding! Dong!: Songs for Christmas, Vol. III
Записано в декабре 2003 года
1. «O Come, O Come Emmanuel» — 1:03 (Traditional)
2. «Come On! Let’s Boogey to the Elf Dance!» — 3:50 (слова и музыка Суфьяна Стивенса)
3. «We Three Kings» — 3:05 (слова и музыка by John Henry Hopkins)
4. «O Holy Night» — 3:34 (слова: Placide Cappeau; music: Adolph Charles Adam)
5. «That Was the Worst Christmas Ever!» — 2:52 (слова и музыка Суфьяна Стивенса)
6. «Ding! Dong!» — 0:56 (музыка Суфьяна Стивенса)
7. «All the King’s Horns» — 2:59 (слова и музыка Суфьяна Стивенса)
8. «The Friendly Beasts» — 3:41 (Traditional French Carol)

Joy: Songs for Christmas, Vol. IV
Записано в декабре 2005 года
1. «The Little Drummer Boy» — 3:44 (слова и музыка by Katherine K. Davis, Henry Onorati и Harry Simeone)
2. «Away in a Manger» — 2:54 (слова: verses 1 & 2, Anonymous, verse 3 by John T. McFarland; музыка: «Mueller» by James R. Murray)
3. «Hey Guys! It’s Christmas Time!» — 4:41 (слова и музыка Суфьяна Стивенса)
4. «The First Noel» — 0:53 (Traditional)
5. «Did I Make You Cry on Christmas? (Well, You Deserved It!)» — 3:22 (слова и музыка Суфьяна Стивенса)
6. «The Incarnation» — 2:23 (музыка Суфьяна Стивенса)
7. «Joy to the World» — 4:21 (слова: Isaac Watts; музыка: Lowell Mason)

Peace: Songs for Christmas, Vol. V
Записано в июне 2006 года
1. «Once in Royal David's City» — 2:01 (музыка Henry Gauntlett)
2. «Get Behind Me, Santa!» — 3:49 (слова и музыка Суфьяна Стивенса)
3. «Jingle Bells» — 0:36 (музыка James Pierpont)
4. «Christmas in July» — 3:17 (слова и музыка Суфьяна Стивенса)
5. «Lo! How a Rose E’er Blooming» — 1:46 (Anonymous)
6. «Jupiter Winter» — 3:51 (слова и музыка Суфьяна Стивенса)
7. «Sister Winter» — 5:05 (слова и музыка Суфьяна Стивенса)
8. «O Come, O Come Emmanuel» — 1:06 (Traditional)
9. «Star of Wonder» — 7:08 (слова и музыка Суфьяна Стивенса)
10. «Holy, Holy, Holy» — 3:50 (слова Reginald Heber; музыка John B. Dykes)
11. «The Winter Solstice» — 3:23 (музыка Суфьяна Стивенса)

## Хит-парады
| Чарт (2006)                        | Высшая позиция |
| ---------------------------------- | -------------- |
| США (Billboard 200)                | 122            |
| США (Billboard Independent Albums) | 3              |
| США (Billboard Top Holiday Albums) | 7              |